# 黃斑響鈴樹蛙
黃斑響鈴樹蛙（Litoria castanea）是生活在澳大利亞新南威爾斯的一種青蛙。1973年起被認定已經絕種，但在2008年在南泰布爾蘭地區重新被發現，並於2009年確認。
目前有約一百隻成蛙，六尾蝌蚪已被送到塔龍加動物園進行繁育。青蛙生活的具體地點未有公佈，以防受到騷擾。